# Петтис, Бриджет
Бриджет Петтис (англ. Bridget Pettis; родилась 1 января 1971 года, Ист-Чикаго, штат Индиана, США) — американская профессиональная баскетболистка, выступавшая в женской национальной баскетбольной ассоциации. Была выбрана на драфте ВНБА 1997 года в 1-м раунде элитного драфта под общим седьмым номером командой «Хьюстон Кометс». Играла на позиции атакующего защитника. Ещё будучи действующим игроком ЖНБА вошла в тренерский штаб родной команды «Финикс Меркури», в составе которой завоевала два чемпионских титула (2007, 2009). А в настоящее время работает ассистентом Джеймса Уэйда в команде «Чикаго Скай».

## Ранние годы
Бриджет Петтис родилась 1 января 1971 года в городе Ист-Чикаго (штат Индиана), училась она там же в Центральной средней школе, в которой выступала за местную баскетбольную команду.